# Contea di Trempealeau
La contea di Trempealeau (in inglese, Trempealeau County) è una contea dello Stato del Wisconsin, negli Stati Uniti. La popolazione al censimento del 2000 era di 27 010 abitanti. Il capoluogo di contea è Whitehall.